# César Villaluz
César Osvaldo Villaluz Martínez (* 18. Juli 1988 in Mexiko-Stadt), meist verkürzt als César Villaluz bezeichnet, ist ein mexikanischer Fußballspieler. Er wird als rechter Außenmittelfeldspieler oder rechter Außenstürmer eingesetzt.

## Laufbahn

### Im Verein
Bereits im Alter von vier Jahren begann César Villaluz mit dem Fußballspielen, bei einem Verein aus dem Viertel Guerrero in Mexiko-Stadt, wo er geboren wurde. Im Jahr 2000 schloss er sich dann dem CD Cruz Azul an, wo er 2006 in die erste Seniorenmannschaft übernommen wurde und fortan regelmäßig in der Primera División und der CONCACAF Champions League zum Einsatz kam.

### In der Nationalmannschaft
César Villaluz spielte seit seinem 13. Lebensjahr für die mexikanischen Nachwuchsauswahlen. In der Folge nahm er mit der U-17 an der Weltmeisterschaft 2005 teil. Dabei kam er in fünf Spielen zu drei Toren und gewann mit seinem Team den Titel. Zwei Jahre später spielte er auch bei der Junioren-Weltmeisterschaft 2007, blieb dabei jedoch in vier Partien ohne Torerfolg und scheiterte dabei mit der U-20 im Viertelfinale an Argentinien. Dennoch wurde er im August desselben Jahres erstmals in den Kader der A-Nationalmannschaft berufen und debütierte für diese im Freundschaftsspiel gegen Kolumbien, das 1:0 verloren ging. Sein erstes Tor für die mexikanische Nationalelf erzielte er dann am 17. Oktober 2007 in einem weiteren Freundschaftsspiel, dieses Mal bei der 2:3-Heim-Niederlage gegen Guatemala. Die ersten beiden Pflichtspiele absolvierte er schließlich im Juni 2008, bei der zweiten Runde der Qualifikation zur Weltmeisterschaft 2010 gegen Belize.

## Erfolge
- 2005: U-17-Weltmeister